# طبل الصفيح (رواية)
طبل الصفيح، (بالألمانية: Die Blechtrommel) رواية للكاتب الألماني غونتر غراس نشرت عام 1959. ترجمها الى اللغة العربية حسين الموزاني وصدرت عن منشورات الجمل سنة 2000. وأنتجت فيلما حاز على جائزة السعفة الذهبية وجائزة الأوسكار لأفضل فيلم بلغة أجنبية. وطبل الصفيح هي الجزء الأول من ثلاثية دانزيغ التي يكملها عملا القط والفأر (1961) وسنوات الكلاب (1963).
بطل الرواية، أوسكار ماتزيراث، هو فتى صغير من دانزيغ يرفض النمو ابتداءً من عيد ميلاده الثالث، ويتخذ من طبل صفيح رفيقًا لا يفارقه. من خلال مسيرته، يرسم غراس لوحة صعلوكية غنية وساخرة وفي عام 1961  ترجمها الى اللغة الفرنسية جان أمسلر عن منشورات سوي (صدرت ترجمة جديدة بقلم كلود بورسيل عام 2009 عن نفس الناشر). طبل الصفيح هي الجزء الأول من ثلاثية دانزيغ التي يكملها عملا القط والفأر (1961) وسنوات الكلاب (1963).
طبل الصفيح (بالألمانية: Die Blechtrommel)، هي رواية للكاتب الألماني غونتر غراس نشرت عام 1959. وأُنتجت فيلما حاز على جائزة السعفة الذهبية وجائزة الأوسكار لأفضل فيلم بلغة أجنبية. وفي عام 1961 ترجمها الى اللغة الفرنسية جان أمسلر وصدرت عن منشورات سوي ثم صدرت ترجمة جديدة بقلم كلود بورسيل عام 2009 عن نفس الناشر. وطبل الصفيح هي الجزء الأول من ثلاثية دانزيغ التي يكملها عملا القط والفأر عام 1961 وسنوات الكلاب عام 1963.
بطل الرواية، أوسكار ماتزيراث، هو فتى صغير من دانزيغ يرفض النمو ابتداءً من عيد ميلاده الثالث، ويتخذ من طبل صفيح رفيقًا لا يفارقه. من خلال مسيرته، يرسم غراس لوحة صعلوكية غنية وساخرة لشمال ألمانيا، من دانزيغ إلى دوسلدورف، ومن الإمبراطورية الألمانية إلى المعجزة الاقتصادية الألمانية (بالألمانية: Wirtschaftswunder) بعد الحرب.
حققت الرواية نجاحًا عالميًا عند نشرها وسرعان ما أصبحت من الكلاسيكيات. تأثيرها على الأدب العالمي كان هائلاً. وتُعرف بأنها واحدة من أعظم الروايات الألمانية في فترة ما بعد الحرب وأحد الأعمال الأدبية الرئيسية في النصف الثاني من القرن العشرين.

## السياق
وُلد غونتر غراس، الفنان والكاتب، في دانزيغ، وقد تركت تجربة الحرب العالمية الثانية أثرًا عميقًا فيه (كان عمره 17 عامًا عند انتهائها). في بداية مسيرته، تقرّب من مجموعة 47، وهي حركة لإعادة البناء الأدبي والفكري في ألمانيا المدمرة. لم يجد الكاتب الشاب نفسه في أدب الأنقاض (بالألمانية: Trümmerliteratur)، وهو النوع الأدبي السائد الذي استخدمه رائده هاينريش بول لاستحضار مآسي فترة ما بعد الحرب المباشرة بأسلوب عاطفي وواقعي. رأى غراس أن هذه الرؤية جامدة جدًا، وسعى إلى الابتعاد عنها جزئيًا نحو أسلوب أكثر تجريبية على غرار أرنو شميدت. كان يفكر منذ فترة طويلة في كتابة عمل مستوحى بشكل غير مباشر من تاريخه (حيث قُتل أحد أعمامه البولنديين أثناء حصار مكتب البريد البولندي في دانزيغ). في عام 1956، قرأ المؤلف الفصل الأول من طبل الصفيح على أعضاء مجموعة 47. وقد أُعجبوا به بشدة ومنحوه جائزتهم، ومكّنته أموال الجائزة من الإقامة لمدة ثلاث سنوات مع زوجته الأولى آنا شفارتز في باريس، حيث أكمل كتابة الرواية بالقرب من قناة سان مارتان ثم في غرفة صغيرة في بلاس ديتالي على آلة كاتبة من نوع أوليفيتي., تطورت كتابة الرواية مع لقاءاته الباريسية: فقد ارتاد الأوساط الفكرية في سان جرمان ديه بريه، واكتشف الرواية الجديدة، وأقام صداقة مع بول سيلان الذي شجعه على قراءة فرانسوا رابليه. كان تأثير رابليه حاسمًا على الكاتب الشاب. في باريس أواخر الخمسينيات، اتخذ غراس موقفًا مؤيدًا لـألبير كامو في خلافه مع جان بول سارتر. في عام 1959، عاد إلى ألمانيا حيث نُشرت رواية طبل الصفيح. وسرعان ما تجاوز النجاح الباهر للكتاب الحدود الألمانية وجلب شهرة عالمية لمؤلفه.

## ملخص القصة
تدور القصة حول حياة أوسكار ماتزيراث، كما يرويها بنفسه، عندما يحجز في مستشفى للأمراض العقلية خلال السنوات 1952-1954. ولد أوسكار عام 1924 في مدينة دانزينغ الحرة (وهي مدينة غدانسك في بولندا)، وقد كان ذو قدرة على التفكير والإدراك، قرر أنه لا يريد أن يكبر عندما سمع والدة يقرر أنه سيصبح بقالاً. كان موهوباً بقدرته على تحطيم الزجاج بصراخه الخارق، واستخدم هذه الموهبة كسلاح فأعلن أوسكار نفسه بأنه أحد هؤلاء الذين اكتمل نموهم الروحي عند الولادة ويحتاجون لإثبات أنفسهم فحسب. احتفظ أوسكار بمكانة الطفل في فترة بدايات الحرب العالمية الثانية، فقد كان له عدة علاقات حب، وعالم أوروبا ما بعد الحرب. خلال كل ذلك، بقي طبل صفيح تلقاه كهدية في عيد ميلاده الثالث كنزه العزيز، وكان على استعداد لأن يقتل مقابل الحفاظ عليه.
يكتشف أوسكار أن له «والدين افتراضيين»، زوج أمه «ألفريد» وعضو الحزب النازي وجان، بولندي من دانزينغ أعدم للدفاع عن مكتب البريد البولندي في دانزينغ أثناء غزو بولندا (1939). بعد موت والدة أوسكار، تزوج ألفريد من ماريا، وهي امرأة كانت أول عشيقة سرية لأوسكار. بعد أن تزوجت ماريا من ألفريد، تنجب ابن أوسكار المحتمل «كيرت». لكن أوسكار كان شعر بخيبة أمل عندما بدء الطفل بالنمو ما يعني أنه ما كان سينضم إليه في عدم النمو في سن الثالثة.
أثناء الحرب، ينضم أوسكار إلى فرقة الأقزام التي كانت ترفّه عن القوات الألمانية في خط الجبهة. لكن بعدما تقتل قوات الحلفاء (الحرب العالمية الثانية) محبوبته الثانية روزويثا في غزو نورماندي، يعود أوسكار إلى عائلته في دانزينغ ويصبح زعيم عصابة إجرامية من الشباب (أقرب ما تكون إلى قراصنة إديلويز). يحتل الجيش الأحمر السوفييتي دانزينغ، وتطلق القوات الغازية النار على ألفريد بعد القبض عليه أثناء بلعه دبوس شعار الحزب لتجنب اكتشاف كونه نازياً.
بعد الحرب، يغادر أوسكار وزوجة أبيه الأرملة وابنها مدينة دانزينغ البولندية إلى دوسلدورف حيث يعمل عارض أزياء، ويعمل في حفر شواهد القبور. يقرر أوسكار العيش بعيداً عن ماريا وابنها كورت بعد التوترات المتصاعدة. بعد الرحيل، يقع في حب الأخت دوروثيا، جارته، لكنه يفشل في إغرائها. يُسأل أوسكار عن سلطته فوق حكم الموسيقى، فيسعى لإثبات نفسه لرفيقه الموسيقي، فيعزف على طبله. ومن هنا يبدأ أوسكار مع كليب وشول وهو عازف غيتار بتشكيل فرقة نهر الراين الثلاثية للجاز ثلاثية.. يدعوهم السيد شموه إلى العزف في نادي قبو البصل. بعد الأد اء الموهوب، يحققون شهرة وغنى. في إحدى جولاته الراجلة، يعثر أوسكار على أصبع مقطوعة وفيها خاتم، فيكون أصبع الأخت دوروثا التي تكون قد قتلت. يقابل بعد ذلك فيتلار ويصادقه. يسمح أوسكار لنفسه أن يدان زوراً بالقتل لكنه يودع في مستشفى الأمراض النفسية لمدة عامين حيث يكتب مذكراته.

## الشخصيات الرئيسية
تقسم الرواية إلى ثلاث كتب. الشخصيات الأساسية في كل كتاب هي كما يلي:
الكتاب الأول:
- أوسكار ماتزيعراث: يكتب مذكراته من عام 1952 حتى 1954، في فترة عمره 28 إلى 30 عام، يظهر ب[[روح العصر خلال المراحل التاريخية. هو بطل الرواية الرئيس وراويها.
- برونو مونستيربيرغ: حارس أوسكار الذي يراقبه من خلال ثقب الزقاق. يصنع منحوتات مستوحاة من قصص أوسكار.
- آنا كوليايزيك برونسكي: جدة أوسكار، وهي بمثابة أم أوسكار، يبدأ الحديث عنها عند بدء المذكرات.
- جوزيف كوليايزيك: جد أوسكار
- أغنيس كوليايزيك: والدة أوسكار.
- جان برونسكي: ابن عم أوسكار ومحبوبه، وهو بمثابة والده الافتراضي. وهو في صف البولنديين سياسياً.
- ألفريد ماتزيراث: زوج أغنيس. الأب الافتراضي الآخر لأوسكار. وهو في صف الحزب النازي.
- رجل أعمال يهودي في دانزينغ يمتلك متجراً للألعاب ومنه كان أوسكار يحصل على طبول القصدير. دمر هذا المتجر أثناء ليلة البلور على دانزينغ.

الكتاب الثاني:
- ماريا تروزينسكي: فتاة استأجرها ألفريد لمساعدته في إدارة المتجر بعد موت أغنيس، وقد كانت تجربة أوسكار الجنسية الأولى معها. أصبحت حاملاً وتزوجت ألفريد لكن كان كل من أوسكار وألفريد يعتقد أنه والد الطفل. كانت هي أسرة أوسكار خلال سنوات ما بعد الحرب.
- بيبرا: يشغّل فرقة مسرحية من الأقزام، انضم إليها أوسكار بعد هروبه من دانزينغ. أصبح في وقت لاحق صاحب شركة سجلها أوسكار.
- روسويثا راغونا: عشيقة بيبرا، ثم عشيقة أوسكار.

الكتاب الثالث:
- الأخت دوروثيا: ممرضة من دوسلدورف وحبيبة أوسكار بعد رفض ماريا له.
- إيغون منذر (كليب): صديق أوسكار. شيوعي وعازف جاز.
- غوتفريد فيتلار: صديق لأوسكار، لكنه لاحقاً يشهد ضده في قضية تخص عطاءً شارك فيه أوسكار.

## التحليل

### السمة العامة
طبل الصفيح هي مذكرات أوسكار ماتزيراث. تُعتبر مثالاً مميزًا لأسلوب غونتر غراس، الذي يتسم بالفيض الروائي، والوفرة اللغوية المذهلة، والانحراف عن قواعد السرد التقليدي. يؤسس المؤلف استكشافًا معقدًا وساخرًا ودراميًا هزليًا لـالتاريخ، والذاكرة، والشعور بالذنب., كما يستخدم سجل الغرابة، والفكاهة المتنافرة، وتنافر الأصوات.

### رواية صعلوكية
تتوافق طبل الصفيح في عدة جوانب مع الرواية الصعلوكية في الأدب الإسباني والأدب الألماني (Schelmenroman): بطل مضاد، أصل متواضع، سرد استرجاعي، استخدام ضمير المتكلم، رحلات، تغييرات في البيئات الاجتماعية، وتطور البطل في مجتمع يعاني من أزمة. يشير المؤلف إلى أهمية الإرث المغربي والعربي على هذا النوع الأدبي. ويوضح: 

### البعد الحكائي
من خلال أبحاثها الشكلية وموضوعها، تكشف الرواية عن تأثير العبثية والرواية الجديدة. يقترب شكل الحكاية الأخلاقية من جان باول، وفولتير، وجوناثان سويفت، حيث تصاحب الدراسة الاجتماعية لديهم سخرية من العصر، بالإضافة إلى خيال جامح، وفكاهة لاذعة، وسخرية قاسية. يمكن ملاحظة بصمة ويليام فوكنر في سيطرة البيئة المحلية على السرد، واللعب بالأصوات السردية، واللجوء إلى اللاعقلاني. يؤكد غراس أيضًا أنه مدين بالكثير لـ"مقالات" ميشيل دي مونتين

### الرواية المضادة
سرد طبل الصفيح، كما في الرواية المضادة (لا سيما حياة تريسترام شاندي وآراؤه)، يقوده راو غير موثوق: يروي أوسكار قصته بأثر رجعي من مصحة نفسية. على غرار يوفيوس لـجون ليلي ومغامرات البارون مونخهاوزن لـرودولف إريك راسبي، يُشرَك القارئ في هذيان الراوي ويشكك فيما يبدو غير قابل للتصديق ولكنه يُقدّم له كحقيقة مؤكدة (جنين يتمتع بذكاء خارق، صوت لديه القدرة على تحطيم الزجاج، أقزام خارج الزمن، إلخ). يتم تحدي ميثاق الإيمان لدى القارئ من خلال لعبة مرايا تختلط فيها الحقيقة والكذب.

### الزمانية والمكانية
يتكون العمل من ثلاثة كتب تتلاشى فيها وضوح الحبكة لصالح كتابة ذات طبقات متعددة. تتوالى ثلاث حقب: تاريخ أسلاف أوسكار في دانزيغ، مغامراته منذ ولادته حتى عيد ميلاده الثلاثين، ورحيله لبدء حياة جديدة في ألمانيا الغربية. يختزل السرد سلسلة من اللوحات التصويرية الغنية. يظل الكتاب الأول الأكثر شهرة في تاريخ الأدب. يروي فيه أوسكار اللقاء الخاص، في حقل بطاطس، بين جديه: آنا برونسكي العملاقة وجوزيف كوليازيك، الهارب الصغير والمكتنز من الجيش البروسي، الذي يلجأ تحت تنانيرها وينجبان ابنتهما أغنيس. بطريقة رمزية وأسطورية وهزلية، تتحد قوتان من الطبيعة (الإلهة الأم والنار التي لا يمكن التنبؤ بها) وتنجبان سلالة عجيبة.
يعالج غراس تطور دانزيغ عبر عدة فترات تاريخية (بروسيا الشرقية تحت حكم آل هوهنتسولرن، تأسيس مدينة دانزيغ الحرة والممر البولندي، ضم المدينة إلى الرايخ الثالث، وصول الجيش الأحمر، الهجرة القسرية لـالفلوشتلينغه، الألمان المستقرين في الشرق)، حتى استقرار أوسكار في دوسلدورف حيث يعيش حياة بوهيمية ويعتاش على السوق السوداء. يستلهم الروائي من التراث البولندي والثقافة الكاشوبية. تعبر عائلات كوليازيك وبرونسكي وماتزيراث ما يقرب من قرن من التاريخ. من خلال مسيرتهم، تُرسم خريطة غير متجانسة ومجزأة للإمبراطورية الألمانية السابقة. إن سلالة أوسكار هي في الواقع تمثيل للتهجين اللغوي والعرقي للإمبراطورية الألمانية السابقة التي يحاول هتلر إعادة بنائها ("رايخ الألف عام") والتي تُدمر بالمذابح التي نظمها النازيون وغزو الأراضي من قبل الجيش الأحمر في عام 1945. تُرى الأحداث التاريخية من الأسفل، جسديًا واجتماعيًا. على سبيل المثال، عندما يذهب أوسكار إلى النورماندي في يونيو 1944 حيث ينجرف في خضم إنزال النورماندي، فإنه يرفه عن قوات الفيرماخت كقزم في سيرك. يمثل الروائي شكلاً محيرًا من تفاهة الشر وعودة المكبوت. إنه يفكك الرؤية العقلانية، التي يعتبرها محدودة جدًا، لـالتاريخ. في الواقع، يُظهر طابعه الدائري والفوضوي من أجل الكشف عن بُعده العبثي والأسطوري والوحشي., تصبح مسيرة الزمن استعراضًا مروعًا. تستمر مخلوقات مقلقة، جسديًا وأخلاقيًا، في المرور أمام أعين القارئ.
في الرواية، غالبًا ما يُشار إلى التاريخ الكبير من خلال التاريخ الصغير: تفاصيل دقيقة تعكس سياق العصر (صورة لودفيج فان بيتهوفن فوق البيانو، التي حلت محلها صورة الفوهرر، إلخ).

### الموضوع الرئيسي
مثل ألمانيا في ذلك الوقت، يبحث أوسكار، الذي له أبوان وأصلان (شرقي وغربي)، عن نموذج أبوي وروحي حقيقي. يزوره في الحلم غريغوري راسبوتين ويوهان فولفغانغ فون غوته وهما يديران الدوامة التي يلعب فيها. يفضل أوسكار الأول، الذي يمثل الفكر السحري ولكن أيضًا جانبه المظلم، على الثاني الذي يرمز إلى انتصار العقل. ينبئ هذا الاختيار ببقية القصة. يُعلن عن عصر الظلمات بشكل نبوي من قبل بيبرا، القزم الأبدي الذي يصبح معلم أوسكار. يستكشف الكاتب وعي أمة مذنبة ويعيد تصوير تحول مجتمع ناطق بالألمانية ولكنه غير ألماني، سكان دانزيغ، إلى النازية، بدافع الامتثالية البرجوازية الصغيرة أكثر من العمى. يتناول الروائي أيضًا مصير الفلوشتلينغه ويستحضر البؤس الألماني في فترة ما بعد الحرب المباشرة وسيطرة السوق السوداء. بدون أي حكم قاطع، أو مرارة، أو ثنائية، يقدم غراس بشكل عام مرآة لقرائه حول الخضوع المصلحي، والفساد العادي، والطبيعة الفاسدة للإنسان، مما يخلق شعورًا بعدم الارتياح. على سبيل المثال، أوسكار، الذي يدعي أنه كائن متفوق، يرفض بعنف نفاق الكبار ومساوماتهم. ومع ذلك، ينتهي به الأمر بالانصياع لها ويظهر طبيعته العادية من خلال التصرف بطريقة أنانية وانتهازية. يبقى غير مبالٍ أمام اضطهاد اليهود والبولنديين من قبل النازيين، ويستغل الحرب ليصبح فنان سيرك، ويتسبب بشكل مباشر أو غير مباشر في وفاة والدته أغنيس، وابن عمه البولندي ووالده غير الرسمي يان، ووالده الرسمي ألفريد، وعشيقته الإيطالية القزمة روزفيتا راغونا. مثل أقزام الميثولوجيا الجرمانية، يجسد أوسكار الخير والشر في آن واحد ويصبح صورة لألمانيا المتحولة. عندما ينمو مرة أخرى، في وقت المعجزة الاقتصادية الألمانية، يصبح أحدبًا مثل جمهورية ألمانيا الاتحادية الجديدة، التي تسارع إلى دفن ماضيها النازي لتنغمس في الليبرالية الاقتصادية.

### الواقعية والعجائبية
من خلال قصة البطل الذي يتظاهر بالسقوط ليتوقف عن النمو في سن الثالثة ويصبح نيبيلونغ، يلغي المؤلف الحدود بين العجائبي، والواقعية، والخيال، والعالم اليومي، والحلم، والهذيان. يتم تقديم الفنتازي وغير العادي (توقف النمو الإرادي، التدخل الإلهي، الصوت المحطم للزجاج، شخصيات تعبر الزمن والعصور مثل بيبرا، ذاكرة تسبق ولادة الراوي، إلخ) من قبل أوسكار على أنه أمر طبيعي تمامًا، بل وحتى عادي. يتم اختبار قدرة القارئ على التصديق حيث يُعرض عليه ما هو غير محتمل كحقيقة لا جدال فيها. الرمزية، الموجودة في إعادة القراءة الفاحشة وغير الموقرة لـالميثولوجيا الجرمانية والعناصر الإنجيلية (سفر التكوين، سفر الرؤيا، النبي والنبوءات)، تنتشر أيضًا في الرواية. ترفض الرواية أي قراءة عقلانية وموضوعية بحتة للواقع. من خلال تقديم رؤية للواقع موسعة باللاعقلاني (الأسطورة، الاستعارة)، تبشر طبل الصفيح بمواضيع وجماليات الواقعية السحرية في أمريكا اللاتينية في الستينيات والواقعية الهذيانية.

### الإشارة الإنجيلية
تُصوَّر قصة أوسكار على أنها إعادة قراءة ساخرة لأسطورة يسوع المسيح: الجدة "آنا" (القديسة حنة) والجد "يوزف" (القديس يوسف) ينجبان "أغنيس" (الحمل الفصحي). مثل المسيح، لأوسكار أبوان، أحدهما يُدعى "يان" (القديس يوحنا). لاحقًا، ينجب ابنًا من "ماريا" (مريم العذراء) وللطفل أيضًا أبوان. يتمتع أوسكار بقوى خارقة، ويحاول التواصل مع تمثال ليسوع الذي يبقى جامدًا. في هلوسة للبطل، يدب يسوع الصغير بالحياة ويقترح عليه تبادل الأدوار.

### التقنيات

#### مزج الأنواع والسجلات الأدبية
تشتهر الرواية بأصالة بنيتها ولغتها: تفخيم متعمد يصل إلى حد السخافة، مستحدثات لغوية، مبالغات، استعارات، وبناء جمل مفكك. يؤكد غراس على تأثير الباروك الأدبي الألماني، والدادائية، والتعبيرية على أسلوبه., تحتوي الرواية على عدة صور هلوسية (ثعابين تلتف حول رأس حصان متحلل، تمثال الطفل يسوع يتحرك ويخاطب أوسكار، إلخ). علاوة على ذلك، تتميز بهجينتها السردية: رواية صعلوكية، ملحمة عائلية، رواية تكوين مضادة (Bildungsroman)، كتابة ملحمية، محاكاة أدبية ساخرة، مثل عن الأصل والشر، محاكاة ساخرة لـسفر التكوين.... يجرب الروائي أبحاثًا أسلوبية تتشابك فيها عدة روايات وخطابات وأنواع كتابة عن طريق الكولاج: يوميات، مذكرات، تشخيصات طبية، أغانٍ، قصائد، صيغ حكايات ("كان يا ما كان").

#### ازدواجية الصوت السردي
تتمثل الآلية الرئيسية في طبل الصفيح في ازدواج وجهة النظر السردية: يتحدث البطل بشكل غير متمايز بضمير المتكلم والغائب المفرد دون أن يوجه اختياره أي دافع أو يكسر منطق التلفظ (لا يوجد إشارة إلى تغيير الراوي أو الانتقال إلى متحدث آخر). في الواقع، يقول أوسكار أحيانًا "أنا" أو يتم سرده أحيانًا بواسطة "هو" العليم بكل شيء من جملة إلى أخرى، وأحيانًا في نفس الجملة. على الرغم من أن غراس لم يخترع تقنية ازدواج الصوت السردي وتناوب الضمائر الشخصية (التي استخدمها سابقًا ويليام فوكنر، وكلود سيمون، وماكس فريش وغيرهم)، إلا أنه جدد استخدامها في كتابة تجعل اضطراب الشخصية للراوي محسوسًا وتلغي الحدود بين الإدراك الموضوعي وهذيان الأنا المجزأة إلى حد الارتباك واللامعنى., بالإضافة إلى ذلك، فإن وجهة النظر الاسترجاعية للرواية (أوسكار يروي قصته من مصحة) تسمح بكسر السرد الخطي والقيام برحلات ذهاب وإياب مستمرة بين الماضي والحاضر. لم يعد الرهان يكمن في التقدم الدرامي لأن نهاية القصة تُكشف منذ البداية. يتم وضع المجال الخيالي، والطابع الدائري والفوضوي للسرد، ووفرة الحكايات المستمدة من الحياة اليومية كما من التاريخ الكبير، ودقة الملاحظة النفسية والاجتماعية على نفس المستوى.

### الفكاهة
الفكاهة الساخرة متكررة والاستفزازات منتظمة (تجديف، معاداة الإكليروسية، فحش). يشير النقد الجامعي إلى جرد موسوعي للاقتباسات الأدبية، التي يتم السخرية منها. إن الذوق لـالغروتيسكي والكرنفالي، الموروث من رابليه، ملحوظ. يتم العبث بـالتوفيق بين المعتقدات، والاستعارة، والإشارة إلى الكلاسيكيات من خلال تأثير التراكم، والتنافر، وعدم الانسجام في النبرة كما في الأدب التهكمي.

## الأسلوب
أوسكار ماتزيراث راوٍ غير موثوق، إذ لا يبدو واضحاً سلامة عقلة وجنونه. فهو يخبر حكاية باستخدام ضمير المتكلم (أنا)، على الرغم من أنه يتحول إلى السرد باستخدام الضمير الغائب (هو)، وأحياناً يحدث ذلك في نفس الجملة. بوصفه راوٍ غير موثوق به، فهو يناقض نفسه في سيرته الذاتية، كما في حالة دفاعه عن مكتب البريد البولندي ومصير جده وحالة أبوته لكورت ابن ماريا وحالات أخرى عديدة.
الرواية سياسية بطبيعتها، على الرغم من أنها أكثر من مجرد رواية سياسية في تعدد أسلوب الكتابة. ثمة عناصر من علم الأساطير والتمثيل (أدب) ما يضعها ضمن فئة الواقعية السحرية.
تميزت رواية «طبل الصفيح» بصبعة دينية، يهودية ومسيحية. إذ يحمل أوسكار محادثات بين المسيح والشيطان خلال الكتاب. يدعوه أعضاء فرقته بالمسيح، بينما يشير هو لنفسه بالشيطان في مرحلة لاحقة من الكتاب.

## الإرث

### الاستقبال النقدي
يعتبر العديد من القراء شخصية أوسكار ماتزيراث واحدة من أبرز أبطال أدب القرن العشرين. وكثيراً ما تمت مقارنته بسيمبليسيوس من مغامرات سمبليسيوس سيمبليسيموس لـهانز ياكوب كريستوفل فون جريملسهاوزن، ومورسو من الغريب لـألبير كامو، وباردامو من سفر إلى آخر الليل لـلويس-فرديناند سيلين.
اليوم، يصفها النقد الأدبي والجامعي بأنها تحفة من روائع الأدب الألماني بشكل خاص والأدب بشكل عام، وتُعرَّف بأنها أفضل أعمال مؤلفها. وقد مكنت غونتر غراس من الدخول، في حياته، في قائمة أفضل 100 كتاب في كل العصور في عام 2002.

### التأثير
كان للرواية تأثير كبير على العديد من الكتاب المهمين في القرنين العشرين والحادي والعشرين، مثل سلمان رشدي الذي استلهم بعض مواضيعها وأساليبها في أطفال منتصف الليل وآيات شيطانية., وبالمثل، غالبًا ما يشيد الأمريكي جون إيرفنج في أعماله بـطبل الصفيح التي يستلهم منها.,, يعتبر الروائي البيروفي والإسباني ماريو فارغاس يوسا أيضًا طبل الصفيح واحدة من 
, من جانبه، صرح هانز ماغنوس إنتزنسبيرغر أنه مع هذه الرواية، أصبح غراس في ألمانيا «مفسدًا للحفلات، قرشًا وسط السردين، وحيدًا ومتوحشًا في أدبنا المستأنس، وكتابه هو حجر رصيف مثل برلين ألكسندر بلاتز لـدوبلن، ومثل بعل لـبريشت، حجر رصيف سيتعين على النقاد وعلماء الفيلولوجيا أن يمضغوه لمدة عشر سنوات على الأقل، حتى يصبح جاهزًا للتقديس أو النسيان.».
كما يوضح غابي بوا والكاتب التركي أورهان باموق، كان تأثير طبل الصفيح على الكولومبي غابرييل غارسيا ماركيز حاسمًا في استخدامه المجدد لـالواقعية السحرية في مئة عام من العزلة., يوضح باموق أيضًا أن العمل، الذي ظهر في ترجمة تركية خلال السبعينيات، أحدث مفاجأة في بلاده داخل الحرس الأدبي القديم، الذي كان يحترم واقعية اجتماعية معينة، والذي اكتشف حينها أنه يمكن كتابة رواية «تجريبية وشعبية» في نفس الوقت. ويضيف أن هذه الرواية، بشكل عام، علمت كل كاتب جيد أن يعطي الأولوية للإبداع، دون الاهتمام بالطابع السياسي، أو القسوة، أو الجانب الذي يصعب تحمله في القصة المروية. يصرح البرتغالي جوزيه ساراماغو والفرنسي ميشال تورنييه بأن رؤية غراس، ومن بينها رؤية طبل الصفيح وكل ثلاثية دانزيغ قد غيرت علاقتهما بالأدب.,,,,,, كتب الجنوب أفريقي جون ماكسويل كويتزي عدة نصوص نقدية عن الكتاب والأعمال التي أثرت فيه، ومن بينهم مؤلف طبل الصفيح الذي يعجب به أيضًا نادين غورديمير وأنطونيو لوبو أنتونيس.,

عندما مُنحت جائزة نوبل في الأدب للروائي الألماني في عام 1999، صرحت النمساوية إلفريدي يلينيك: 
, يذكر الياباني كنزابورو أوي غراس من بين كتابه المفضلين، ويعترف الصيني مو يان بأن أوسكار ماتزيراث هو بطله الروائي المفضل.,

## ترجمات
- نشرت ترجمة باللغة الإنجليزية لرالف مانهايم عام 1961.
- نشرت ترجمة إنجليزية لبريون ميتشيل عام 2009 بمناسبة الذكرى الخمسين للرواية.

## اقتباسات

### فيلم
عام 1978، قدم فولكر شلوندورف فيلماً مقتبساً عن الرواية. شمل الكتابين الأول والثاني. حصل الفيلم على السعفة الذهبية في مهرجان كان السينمائي عام 1979 بالمشاركة مع فيلم القيامة الآن. كما فاز الفيلم بجائزة الأوسكار لأفضل فيلم بلغة أجنبية عام 1979 في حفل توزيع الأوسكار عام 1980.

### الجوائز
حصلت طبل الصفيح على جائزة مجموعة 47 في عام 1956 عن فصلها الأول وجائزة أفضل كتاب أجنبي في عام 1962. حصل غونتر غراس من جانبه على جائزة غيورغ بوشنر في عام 1965 ثم جائزة أميرة أستورياس وجائزة نوبل في الأدب في عام 1999 عن مجمل أعماله.